# Großer Preis der Tschechoslowakei (Motorrad)

Das Automotodrom Brno, Austragungsort ab 1987.

Der Große Preis der Tschechoslowakei für Motorräder war ein Motorrad-Rennen, das zwischen 1928 und 1991 insgesamt 40-mal ausgetragen wurde.

## Geschichte
Der erste Grand Prix der Tschechoslowakei fand 1928 auf dem Militärflugplatz Prag-Kbely statt und löste die 1926 und 1927 veranstaltete Tschechoslowakische TT ab. Im folgenden Jahr fanden die Rennen im Prager Stadtteil Zbraslav statt. Bereits zu dieser Zeit trugen sich internationale führende Größen des Motorradsports wie George Rowley oder Henry Tyrell-Smith in die Siegerlisten ein. Nach 1929 wurde kein weiterer Grand Prix ausgeschrieben.
Nach dem Zweiten Weltkrieg fand das erste als internationaler Großer Preis für Motorräder (Mezinárodni Velká cena motocyclu) ausgetragene Rennen im Jahr 1950 auf dem 17,8 km langen Masaryk-Ring um das heute zu Brünn gehörige Kohoutovice statt. Da unter den damaligen Machthabern Motorradrennen im Gegensatz zu Automobilrennen nicht als bourgeois verpönt waren, konnte sich das Rennen etablieren, wurde ab dem folgenden Jahr als offizieller Grand Prix der Tschechoslowakei (Velká cena Ceskoslovenska) ausgetragen und erfreute sich sowohl unter den Piloten des Ostblocks als auch unter den internationalen Größen wachsender Beliebtheit. So siegten einheimische Idole wie František Šťastný oder Gustav Havel auf ČZ und Jawa aber auch Weltmeister wie Keith Campbell, Gary Hocking, Jim Redman oder Luigi Taveri.
In den Jahren 1956 bis 1958 gab es mit dem Deutschen Hans Baltisberger, dem Franzosen Michel Mouty, dem Schweden Valle Lundberg sowie dem französisch-deutschen Gespann-Duo Jacques Drion / Inge Stoll-Laforge insgesamt fünf Todesopfer zu beklagen.
Ab 1965 zählte der weiterhin in Brünn, aber auf einer völlig umgebauten und auf 13,940 km verkürzten Strecke, stattfindende Grand Prix zur Motorrad-Weltmeisterschaft. Besonders nachdem ab 1973 auf politischen Druck der DDR-Führung der Große Preis der DDR seinen WM-Status verloren hatte und dort keine der internationalen Spitzenfahrer mehr an den Start gingen, besuchten jährlich Zehntausende Zuschauer aus der DDR den Grand Prix, der somit der einzige WM-Lauf überhaupt im Ostblock war.
Zur Saison 1975 wurde der unter den Fahrern als gefährlich geltende Kurs auf 10,925 km erneut verkürzt. Nach anhaltender Kritik an der Streckensicherheit wurde der Grand Prix von 1983 bis 1986 nur im Rahmen der Motorrad-Europameisterschaft ausgetragen und hatte keinen WM-Status.
Im Jahr 1987 wurde das bis heute genutzte Automotodrom Brno, das innerhalb der alten, vor dem Krieg genutzten Strecke liegt, eröffnet. Ab dieser Saison gehörte der Grand Prix der Tschechoslowakei auch wieder zur Motorrad-WM und lockte wieder Hunderttausende an. Der letzte Große Preis der Tschechoslowakei fand in der Motorrad-Weltmeisterschaft 1991 statt. Im folgenden Jahr konnten sich die Veranstalter aufgrund der durch die Samtene Revolution veränderten wirtschaftlichen Bedingungen mit dem WM-Vermarkter nicht über eine Austragung einigen.
Nachdem zum 1. Januar 1993 die Tschechoslowakei in die beiden selbstständigen Staaten Tschechien und Slowakei geteilt wurde, trat ab der Saison 1993 der Große Preis von Tschechien an die Stelle des Grand Prix der Tschechoslowakei und gehört seither zu den beliebtesten und bestbesuchten Rennen der Motorrad-Weltmeisterschaft.

## Statistik

### Von 1928 bis 1929
| Jahr | Strecke       | Klasse  | Sieger                     |  |
| ---- | ------------- | ------- | -------------------------- |  |
| 1928 | Prag-Kbely    | 250 cm³ | Hans Sprung (DKW)          |  |
| 1928 | Prag-Kbely    | 350 cm³ | George Rowley (A.J.S.)     |  |
| 1928 | Prag-Kbely    | 500 cm³ | Bohumil Turek (Triumph)    |  |
|      |               |         |                            |  |
| 1929 | Prag-Zbraslav | 250 cm³ | Joe Sarkis (OK-Supreme)    |  |
| 1929 | Prag-Zbraslav | 350 cm³ | Günther Bartels (DKW)      |  |
| 1929 | Prag-Zbraslav | 500 cm³ | Henry Tyrell-Smith (Rudge) |  |

### Von 1950 bis 1964
| Auflage | Jahr | Strecke         | Klasse          | Sieger                                  |
| ------- | ---- | --------------- | --------------- | --------------------------------------- |
| –       | 1950 | Masaryk-Ring    | 250 cm³         | Josef Vejvoda (Jawa)                    |
| –       | 1950 | Masaryk-Ring    | 350 cm³         | Antonín Vitvar (Norton)                 |
| –       | 1950 | Masaryk-Ring    | 500 cm³         | Antonín Vitvar (Norton)                 |
|         |      |                 |                 |                                         |
| 1       | 1951 | Masaryk-Ring    | 250 cm³         | František Bartoš (ČZ)                   |
| 1       | 1951 | Masaryk-Ring    | 350 cm³         | Zdenek Kost (Norton)                    |
| 1       | 1951 | Masaryk-Ring    | 500 cm³         | Antonín Vitvar (Norton)                 |
|         |      |                 |                 |                                         |
| 2       | 1952 | Masaryk-Ring    | 125 cm³         | Bernhard Petruschke (IFA)               |
| 2       | 1952 | Masaryk-Ring    | 250 cm³         | František Bartoš (ČZ)                   |
| 2       | 1952 | Masaryk-Ring    | 350 cm³         | František Bartoš (ČZ)                   |
| 2       | 1952 | Masaryk-Ring    | 500 cm³         | Antonín Vitvar (Jawa)                   |
|         |      |                 |                 |                                         |
|         | 1953 | kein Grand Prix | kein Grand Prix | kein Grand Prix                         |
|         |      |                 |                 |                                         |
| 3       | 1954 | Masaryk-Ring    | 125 cm³         | František Bartoš (ČZ)                   |
| 3       | 1954 | Masaryk-Ring    | 250 cm³         | František Šťastný (Jawa)                |
| 3       | 1954 | Masaryk-Ring    | 350 cm³         | Leonhard Faßl (A.J.S.)                  |
| 3       | 1954 | Masaryk-Ring    | 500 cm³         | Gustav Havel (Jawa)                     |
|         |      |                 |                 |                                         |
| 4       | 1955 | Masaryk-Ring    | 125 cm³         | Václav Parus (ČZ)                       |
| 4       | 1955 | Masaryk-Ring    | 250 cm³         | Horst Kassner (NSU)                     |
| 4       | 1955 | Masaryk-Ring    | 350 cm³         | Hans Baltisberger (NSU)                 |
| 4       | 1955 | Masaryk-Ring    | 500 cm³         | Keith Campbell (Norton)                 |
|         |      |                 |                 |                                         |
| 5       | 1956 | Masaryk-Ring    | 125 cm³         | František Bartoš (ČZ)                   |
| 5       | 1956 | Masaryk-Ring    | 250 cm³         | Horst Kassner (NSU)                     |
| 5       | 1956 | Masaryk-Ring    | 350 cm³         | František Šťastný (Jawa)                |
| 5       | 1956 | Masaryk-Ring    | 500 cm³         | Gerold Klinger (BMW)                    |
|         |      |                 |                 |                                         |
| 6       | 1957 | Masaryk-Ring    | 125 cm³         | Ernst Degner (MZ)                       |
| 6       | 1957 | Masaryk-Ring    | 175 cm³         | Karel Bojer (ČZ)                        |
| 6       | 1957 | Masaryk-Ring    | 250 cm³         | Helmut Hallmeier (NSU)                  |
| 6       | 1957 | Masaryk-Ring    | 350 cm³         | Helmut Hallmeier (NSU)                  |
| 6       | 1957 | Masaryk-Ring    | 500 cm³         | Gerold Klinger (BMW)                    |
|         |      |                 |                 |                                         |
| 7       | 1958 | Masaryk-Ring    | 125 cm³         | Ernst Degner (MZ)                       |
| 7       | 1958 | Masaryk-Ring    | 175 cm³         | František Srna (ČZ)                     |
| 7       | 1958 | Masaryk-Ring    | 250 cm³         | František Bartoš (ČZ)                   |
| 7       | 1958 | Masaryk-Ring    | 350 cm³         | František Šťastný (Jawa)                |
| 7       | 1958 | Masaryk-Ring    | 500 cm³         | Dickie Dale (BMW)                       |
| 7       | 1958 | Masaryk-Ring    | Gespanne        | Florian Camathias / Horst Kassner (BMW) |
|         |      |                 |                 |                                         |
| 8       | 1959 | Masaryk-Ring    | 125 cm³         | Ernst Degner (MZ)                       |
| 8       | 1959 | Masaryk-Ring    | 250 cm³         | František Srna (ČZ)                     |
| 8       | 1959 | Masaryk-Ring    | 350 cm³         | František Šťastný (Jawa)                |
| 8       | 1959 | Masaryk-Ring    | 500 cm³         | Eric Hinton (Norton)                    |
| 8       | 1959 | Masaryk-Ring    | Gespanne        | Florian Camathias / Hilmar Cecco (BMW)  |
|         |      |                 |                 |                                         |
| 9       | 1960 | Masaryk-Ring    | 125 cm³         | Ernst Degner (MZ)                       |
| 9       | 1960 | Masaryk-Ring    | 175 cm³         | Karel Bojer (ČZ)                        |
| 9       | 1960 | Masaryk-Ring    | 250 cm³         | František Šťastný (Jawa)                |
| 9       | 1960 | Masaryk-Ring    | 350 cm³         | František Šťastný (Jawa)                |
| 9       | 1960 | Masaryk-Ring    | 500 cm³         | Gary Hocking (MV Agusta)                |
| 9       | 1960 | Masaryk-Ring    | Gespanne        | Florian Camathias / Roland Föll (BMW)   |
|         |      |                 |                 |                                         |
| 10      | 1961 | Masaryk-Ring    | 125 cm³         | Jim Redman (Honda)                      |
| 10      | 1961 | Masaryk-Ring    | 175 cm³         | František Boček (ČZ)                    |
| 10      | 1961 | Masaryk-Ring    | 250 cm³         | Jim Redman (Honda)                      |
| 10      | 1961 | Masaryk-Ring    | 350 cm³         | František Šťastný (Jawa)                |
| 10      | 1961 | Masaryk-Ring    | 500 cm³         | Rudi Thalhammer (Norton)                |
|         |      |                 |                 |                                         |
| 11      | 1962 | Masaryk-Ring    | 125 cm³         | László Szabó (MZ)                       |
| 11      | 1962 | Masaryk-Ring    | 175 cm³         | Václav Parus (ČZ)                       |
| 11      | 1962 | Masaryk-Ring    | 250 cm³         | Stanislav Malina (ČZ)                   |
| 11      | 1962 | Masaryk-Ring    | 350 cm³         | Jim Redman (Honda)                      |
| 11      | 1962 | Masaryk-Ring    | 500 cm³         | František Šťastný (Jawa)                |
|         |      |                 |                 |                                         |
| 12      | 1963 | Masaryk-Ring    | 125 cm³         | Luigi Taveri (Honda)                    |
| 12      | 1963 | Masaryk-Ring    | 250 cm³         | Stanislav Malina (ČZ)                   |
| 12      | 1963 | Masaryk-Ring    | 350 cm³         | Gustav Havel (Jawa)                     |
| 12      | 1963 | Masaryk-Ring    | 500 cm³         | Gustav Havel (Jawa)                     |
|         |      |                 |                 |                                         |
| 13      | 1964 | Masaryk-Ring    | 125 cm³         | Luigi Taveri (Honda)                    |
| 13      | 1964 | Masaryk-Ring    | 250 cm³         | Heinz Rosner (MZ)                       |
| 13      | 1964 | Masaryk-Ring    | 350 cm³         | Stanislav Malina (ČZ)                   |

### Von 1965 bis 1972 (Im Rahmen der Motorrad-Weltmeisterschaft)
| Auflage | Jahr | Strecke      | Klasse   | Sieger                          | Zweiter                           | Dritter                         | Pole-Position                   |
| ------- | ---- | ------------ | -------- | ------------------------------- | --------------------------------- | ------------------------------- | ------------------------------- |
| 14      | 1965 | Masaryk-Ring | 125 cm³  | Frank Perris (Suzuki)           | Derek Woodman (MZ)                | Heinz Rosner (MZ)               | Hugh Anderson (Suzuki)          |
| 14      | 1965 | Masaryk-Ring | 250 cm³  | Phil Read (Yamaha)              | Mike Duff (Yamaha)                | Jim Redman (Honda)              | Mike Duff (Yamaha)              |
| 14      | 1965 | Masaryk-Ring | 350 cm³  | Jim Redman (Honda)              | Derek Woodman (MZ)                | Nikolaj Sevast'ânov (CKEB)      | Jim Redman (Honda)              |
| 14      | 1965 | Masaryk-Ring | 500 cm³  | Mike Hailwood (MV Agusta)       | Giacomo Agostini (MV Agusta)      | Jack Ahearn (Norton)            | Mike Hailwood (MV Agusta)       |
|         |      |              |          |                                 |                                   |                                 |                                 |
| 15      | 1966 | Masaryk-Ring | 125 cm³  | Luigi Taveri (Yamaha)           | Ralph Bryans (Honda)              | Bill Ivy (Yamaha)               | Bill Ivy (Yamaha)               |
| 15      | 1966 | Masaryk-Ring | 250 cm³  | Mike Hailwood (Honda)           | Phil Read (Yamaha)                | Heinz Rosner (MZ)               | Mike Hailwood (Honda)           |
| 15      | 1966 | Masaryk-Ring | 350 cm³  | Mike Hailwood (Honda)           | Giacomo Agostini (MV Agusta)      | Heinz Rosner (MZ)               | Mike Hailwood (Honda)           |
| 15      | 1966 | Masaryk-Ring | 500 cm³  | Mike Hailwood (Honda)           | Giacomo Agostini (MV Agusta)      | Gyula Marsovszky (Matchless)    | Mike Hailwood (Honda)           |
|         |      |              |          |                                 |                                   |                                 |                                 |
| 16      | 1967 | Masaryk-Ring | 125 cm³  | Bill Ivy (Yamaha)               | Stuart Graham (Suzuki)            | László Szabó (MZ)               | Yoshimi Katayama (Suzuki)       |
| 16      | 1967 | Masaryk-Ring | 250 cm³  | Phil Read (Yamaha)              | Bill Ivy (Yamaha)                 | Mike Hailwood (Honda)           | Bill Ivy (Yamaha)               |
| 16      | 1967 | Masaryk-Ring | 350 cm³  | Mike Hailwood (Honda)           | Heinz Rosner (MZ)                 | Derek Woodman (MZ)              | Mike Hailwood (Honda)           |
| 16      | 1967 | Masaryk-Ring | 500 cm³  | Mike Hailwood (Honda)           | Giacomo Agostini (MV Agusta)      | John Cooper (Norton)            | Mike Hailwood (Honda)           |
|         |      |              |          |                                 |                                   |                                 |                                 |
| 17      | 1968 | Masaryk-Ring | 125 cm³  | Phil Read (Yamaha)              | László Szabó (MZ)                 | Günter Bartusch (MZ)            | Bill Ivy (Yamaha)               |
| 17      | 1968 | Masaryk-Ring | 250 cm³  | Phil Read (Yamaha)              | Bill Ivy (Yamaha)                 | Heinz Rosner (MZ)               | Phil Read (Yamaha)              |
| 17      | 1968 | Masaryk-Ring | 350 cm³  | Giacomo Agostini (MV Agusta)    | Heinz Rosner (MZ)                 | František Šťastný (Jawa)        | Giacomo Agostini (MV Agusta)    |
| 17      | 1968 | Masaryk-Ring | 500 cm³  | Giacomo Agostini (MV Agusta)    | Jack Findlay (McIntyre-Matchless) | Gyula Marsovszky (Matchless)    | Giacomo Agostini (MV Agusta)    |
|         |      |              |          |                                 |                                   |                                 |                                 |
| 18      | 1969 | Masaryk-Ring | 50 cm³   | Paul Lodewijkx (Jamathi)        | Barry Smith (Derbi)               | Ángel Nieto (Derbi)             | Barry Smith (Derbi)             |
| 18      | 1969 | Masaryk-Ring | 125 cm³  | Dave Simmonds (Kawasaki)        | Dieter Braun (Suzuki)             | Cees van Dongen (Suzuki)        | Dave Simmonds (Kawasaki)        |
| 18      | 1969 | Masaryk-Ring | 250 cm³  | Renzo Pasolini (Benelli)        | Rodney Gould (Yamaha)             | Kel Carruthers (Benelli)        | Rodney Gould (Yamaha)           |
| 18      | 1969 | Masaryk-Ring | 350 cm³  | Giacomo Agostini (MV Agusta)    | Rodney Gould (Yamaha)             | Silvio Grassetti (Jawa)         | Rodney Gould (Yamaha)           |
| 18      | 1969 | Masaryk-Ring | 500 cm³  | Giacomo Agostini (MV Agusta)    | Gyula Marsovszky (Linto)          | Bohumil Staša (ČZ)              | Giacomo Agostini (MV Agusta)    |
|         |      |              |          |                                 |                                   |                                 |                                 |
| 19      | 1970 | Masaryk-Ring | 50 cm³   | Aalt Toersen (Jamathi)          | Rudolf Kunz (Kreidler)            | Salvador Cañellas (Derbi)       | Aalt Toersen (Jamathi)          |
| 19      | 1970 | Masaryk-Ring | 125 cm³  | Gilberto Parlotti (Morbidelli)  | Dieter Braun (Suzuki)             | Dave Simmonds (Kawasaki)        | Gilberto Parlotti (Morbidelli)  |
| 19      | 1970 | Masaryk-Ring | 250 cm³  | Kel Carruthers (Yamaha)         | Kent Andersson (Yamaha)           | Jarno Saarinen (Yamaha)         | Kel Carruthers (Yamaha)         |
| 19      | 1970 | Masaryk-Ring | 350 cm³  | Giacomo Agostini (MV Agusta)    | Renzo Pasolini (Benelli)          | Kent Andersson (Yamaha)         | Giacomo Agostini (MV Agusta)    |
| 19      | 1970 | Masaryk-Ring | Gespanne | Enders / Engelhardt (BMW)       | Auerbacher / Hahn (BMW)           | Butscher / Huber (BMW)          | Enders / Engelhardt (BMW)       |
|         |      |              |          |                                 |                                   |                                 |                                 |
| 20      | 1971 | Masaryk-Ring | 50 cm³   | Barry Sheene (Kreidler)         | Herman Meijer (Jamathi)           | Hans Kroismayr (Kreidler)       | Gilberto Parlotti (Derbi)       |
| 20      | 1971 | Masaryk-Ring | 125 cm³  | Ángel Nieto (Derbi)             | Börje Jansson (Maico)             | Barry Sheene (Suzuki)           | Ángel Nieto (Derbi)             |
| 20      | 1971 | Masaryk-Ring | 250 cm³  | János Drapál (Yamaha)           | László Szabó (Yamaha)             | Jarno Saarinen (Yamaha)         | János Drapál (Yamaha)           |
| 20      | 1971 | Masaryk-Ring | 350 cm³  | Jarno Saarinen (Yamaha)         | Bohumil Staša (ČZ)                | Theo Bult (Yamsel)              | Giacomo Agostini (MV Agusta)    |
| 20      | 1971 | Masaryk-Ring | Gespanne | Schauzu / Kalauch (BMW)         | Owesle / Rutterford (Münch-URS)   | Luthringshauser / Neumann (BMW) | Owesle / Rutterford (Münch-URS) |
|         |      |              |          |                                 |                                   |                                 |                                 |
| 21      | 1972 | Masaryk-Ring | 125 cm³  | Börje Jansson (Maico)           | Chas Mortimer (Yamaha)            | Kent Andersson (Yamaha)         | Ángel Nieto (Derbi)             |
| 21      | 1972 | Masaryk-Ring | 250 cm³  | Jarno Saarinen (Yamaha)         | Renzo Pasolini (Aermacchi)        | Phil Read (Yamaha)              | Jarno Saarinen (Yamaha)         |
| 21      | 1972 | Masaryk-Ring | 350 cm³  | Jarno Saarinen (Yamaha)         | Renzo Pasolini (Aermacchi)        | Dieter Braun (Yamaha)           | Jarno Saarinen (Yamaha)         |
| 21      | 1972 | Masaryk-Ring | 500 cm³  | Giacomo Agostini (MV Agusta)    | Jack Findlay (Jada-Suzuki)        | Bruno Kneubühler (Yamaha)       | Giacomo Agostini (MV Agusta)    |
| 21      | 1972 | Masaryk-Ring | Gespanne | Enders / Engelhardt (Busch-BMW) | Vincent / Casey (Münch-URS)       | Wegener / Heinrichs (Busch-BMW) | Enders / Engelhardt (Busch-BMW) |

### Von 1973 bis 1982 (Im Rahmen der Motorrad-Weltmeisterschaft)
| Auflage | Jahr | Strecke      | Klasse              | Sieger                                     | Zweiter                               | Dritter                           | Pole-Position                          | Schn. Rennrunde                        |
| ------- | ---- | ------------ | ------------------- | ------------------------------------------ | ------------------------------------- | --------------------------------- | -------------------------------------- | -------------------------------------- |
| 22      | 1973 | Masaryk-Ring | 125 cm³             | Otello Buscherini (Malanca)                | Chas Mortimer (Yamaha)                | Jos Schurgers (Bridgestone)       | Ángel Nieto (Morbidelli)               | Otello Buscherini (Malanca)            |
| 22      | 1973 | Masaryk-Ring | 250 cm³             | Dieter Braun (Yamaha)                      | Michel Rougerie (Harley-Davidson)     | Teuvo Länsivuori (Yamaha)         | Dieter Braun (Yamaha)                  | Michel Rougerie (Harley-Davidson)      |
| 22      | 1973 | Masaryk-Ring | 350 cm³             | Teuvo Länsivuori (Yamaha)                  | Giacomo Agostini (MV Agusta)          | Phil Read (MV Agusta)             | Teuvo Länsivuori (Yamaha)              | Teuvo Länsivuori (Yamaha)              |
| 22      | 1973 | Masaryk-Ring | 500 cm³             | Giacomo Agostini (MV Agusta)               | Phil Read (MV Agusta)                 | Bruno Kneubühler (Yamaha)         | Phil Read (MV Agusta)                  | Giacomo Agostini (MV Agusta)           |
| 22      | 1973 | Masaryk-Ring | Gespanne            | Enders / Engelhardt (Busch-BMW)            | Schauzu / Kalauch (BMW)               | Schwärzel / Kleis (König)         | Enders / Engelhardt (Busch-BMW)        | Enders / Engelhardt (Busch-BMW)        |
|         |      |              |                     |                                            |                                       |                                   |                                        |                                        |
| 23      | 1974 | Masaryk-Ring | 50 cm³              | Henk van Kessel (Kreidler)                 | Julien van Zeebroeck (Kreidler)       | Gerhard Thurow (Kreidler)         | Henk van Kessel (Kreidler)             | Henk van Kessel (Kreidler)             |
| 23      | 1974 | Masaryk-Ring | 125 cm³             | Kent Andersson (Yamaha)                    | Paolo Pileri (Morbidelli)             | Otello Buscherini (Malanca)       | Paolo Pileri (Morbidelli)              | Paolo Pileri (Morbidelli)              |
| 23      | 1974 | Masaryk-Ring | 250 cm³             | Walter Villa (Harley-Davidson)             | Takazumi Katayama (Yamaha)            | Dieter Braun (Yamaha)             | Michel Rougerie (Harley-Davidson)      | Walter Villa (Harley-Davidson)         |
| 23      | 1974 | Masaryk-Ring | 500 cm³             | Phil Read (MV Agusta)                      | Gianfranco Bonera (MV Agusta)         | Teuvo Länsivuori (Yamaha)         | Phil Read (MV Agusta)                  | Gianfranco Bonera (MV Agusta)          |
| 23      | 1974 | Masaryk-Ring | Gespanne            | Schwärzel / Kleis (König)                  | Enders / Engelhardt (Busch Spezial)   | Schauzu / Kalauch (BMW)           | Schwärzel / Kleis (König)              | Enders / Engelhardt (Busch Spezial)    |
|         |      |              |                     |                                            |                                       |                                   |                                        |                                        |
| 24      | 1975 | Masaryk-Ring | 125 cm³             | Leif Gustafsson (Yamaha)                   | Kent Andersson (Yamaha)               | Eugenio Lazzarini (Piovaticci)    | Paolo Pileri (Morbidelli)              | Paolo Pileri (Morbidelli)              |
| 24      | 1975 | Masaryk-Ring | 250 cm³             | Michel Rougerie (Harley-Davidson)          | Otello Buscherini (Yamaha)            | Dieter Braun (Yamaha)             | Michel Rougerie (Harley-Davidson)      | Otello Buscherini (Yamaha)             |
| 24      | 1975 | Masaryk-Ring | 350 cm³             | Otello Buscherini (Bimota-Yamaha)          | Olivier Chevallier (Yamaha)           | Víctor Palomo (SMAC-Yamaha)       | Johnny Cecotto (Bimota-Yamaha)         | Víctor Palomo (SMAC-Yamaha)            |
| 24      | 1975 | Masaryk-Ring | 500 cm³             | Phil Read (MV Agusta)                      | Giacomo Agostini (Yamaha)             | Alex George (Yamaha)              | Teuvo Länsivuori (Suzuki)              | Teuvo Länsivuori (Suzuki)              |
| 24      | 1975 | Masaryk-Ring | Gespanne            | Schwärzel / Huber (König)                  | Steinhausen / Huber (Busch-König)     | Haller / Neumann (König)          | Schwärzel / Huber (König)              | Schwärzel / Huber (König)              |
|         |      |              |                     |                                            |                                       |                                   |                                        |                                        |
| 25      | 1976 | Masaryk-Ring | 250 cm³             | Walter Villa (Harley-Davidson)             | Gianfranco Bonera (Harley-Davidson)   | Takazumi Katayama (Yamaha)        | Walter Villa (Harley-Davidson)         | Walter Villa (Harley-Davidson)         |
| 25      | 1976 | Masaryk-Ring | 350 cm³             | Walter Villa (Harley-Davidson)             | Víctor Palomo (Yamaha)                | Tom Herron (Yamaha)               | Walter Villa (Harley-Davidson)         | Walter Villa (Harley-Davidson)         |
| 25      | 1976 | Masaryk-Ring | 500 cm³             | John Newbold (Suzuki)                      | Teuvo Länsivuori (Suzuki)             | Philippe Coulon (Suzuki)          | Teuvo Länsivuori (Suzuki)              | Teuvo Länsivuori (Suzuki)              |
| 25      | 1976 | Masaryk-Ring | Gespanne            | Schmid / Jean-Petit-Matile (Schmid-Yamaha) | Schwärzel / Huber (König)             | Biland / Williams (Seymaz-Yamaha) | Steinhausen / Huber (Busch-König)      | Biland / Williams (Seymaz-Yamaha)      |
|         |      |              |                     |                                            |                                       |                                   |                                        |                                        |
| 26      | 1977 | Masaryk-Ring | 250 cm³             | Franco Uncini (Bakker-Harley-Davidson)     | Walter Villa (Bimota-Harley-Davidson) | Mario Lega (Morbidelli)           | Franco Uncini (Bakker-Harley-Davidson) | Walter Villa (Bimota-Harley-Davidson)  |
| 26      | 1977 | Masaryk-Ring | 350 cm³             | Johnny Cecotto (Yamaha)                    | Tom Herron (Yamaha)                   | Christian Sarron (Yamaha)         | Johnny Cecotto (Yamaha)                | Johnny Cecotto (Yamaha)                |
| 26      | 1977 | Masaryk-Ring | 500 cm³             | Johnny Cecotto (Yamaha)                    | Giacomo Agostini (Yamaha)             | Michel Rougerie (Suzuki)          | Johnny Cecotto (Yamaha)                | Johnny Cecotto (Yamaha)                |
| 26      | 1977 | Masaryk-Ring | Gespanne            | Steinhausen / Kalauch (Busch-Yamaha)       | Schauzu / Puzo (Yamaha)               | O’Dell / Holland (Windle-Yamaha)  | Schwärzel / Huber (ARO-Fath)           | Schwärzel / Huber (ARO-Fath)           |
|         |      |              |                     |                                            |                                       |                                   |                                        |                                        |
| 27      | 1978 | Masaryk-Ring | 50 cm³              | Ricardo Tormo (Bultaco)                    | Claudio Lusuardi (Bultaco)            | Henk van Kessel (Sparta)          | Ricardo Tormo (Bultaco)                | Ricardo Tormo (Bultaco)                |
| 27      | 1978 | Masaryk-Ring | 250 cm³             | Kork Ballington (Kawasaki)                 | Gregg Hansford (Kawasaki)             | Mario Lega (Morbidelli)           | Kork Ballington (Kawasaki)             | Kork Ballington (Kawasaki)             |
| 27      | 1978 | Masaryk-Ring | 350 cm³             | Kork Ballington (Kawasaki)                 | Gregg Hansford (Kawasaki)             | Michel Rougerie (Yamaha)          | Kork Ballington (Kawasaki)             | Kork Ballington (Kawasaki)             |
| 27      | 1978 | Masaryk-Ring | Gespanne            | Michel / Collins (Seymaz-Yamaha)           | Biland / Williams (TTM-Yamaha)        | Greasley / Russell (Busch-Yamaha) | Schwärzel / Huber (ARO-Fath)           | Michel / Collins (Seymaz-Yamaha)       |
|         |      |              |                     |                                            |                                       |                                   |                                        |                                        |
| 28      | 1979 | Masaryk-Ring | 125 cm³             | Guy Bertin (Motobécane)                    | Harald Bartol (Morbidelli)            | Maurizio Massimiani (MBA)         | Guy Bertin (Motobécane)                | Guy Bertin (Motobécane)                |
| 28      | 1979 | Masaryk-Ring | 250 cm³             | Kork Ballington (Kawasaki)                 | Graziano Rossi (Morbidelli)           | Paolo Pileri (Yamaha)             | Paolo Pileri (Yamaha)                  | Kork Ballington (Kawasaki)             |
| 28      | 1979 | Masaryk-Ring | 350 cm³             | Kork Ballington (Kawasaki)                 | Toni Mang (Kawasaki)                  | Patrick Fernandez (Yamaha)        | Kork Ballington (Kawasaki)             | Toni Mang (Kawasaki)                   |
| 28      | 1979 | Masaryk-Ring | Gespanne (Kat. B2A) | Biland / Waltisperg (Schmid-Yamaha)        | Greasley / Parkins (Yamaha)           | Schwärzel / Huber (Yamaha)        | Biland / Waltisperg (Schmid-Yamaha)    | Biland / Waltisperg (Schmid-Yamaha)    |
|         |      |              |                     |                                            |                                       |                                   |                                        |                                        |
| 29      | 1980 | Masaryk-Ring | 125 cm³             | Guy Bertin (Motobécane)                    | Maurizio Massimiani (Minarelli)       | Hans Müller (MBA)                 | Ángel Nieto (Minarelli)                | Guy Bertin (Motobécane)                |
| 29      | 1980 | Masaryk-Ring | 250 cm³             | Toni Mang (Krauser)                        | Kork Ballington (Kawasaki)            | Jean-François Baldé (Kawasaki)    | Toni Mang (Krauser)                    | Toni Mang (Krauser)                    |
| 29      | 1980 | Masaryk-Ring | 350 cm³             | Toni Mang (Krauser)                        | Jean-François Baldé (Kawasaki)        | Jeffrey Sayle (Yamaha)            | Toni Mang (Krauser)                    | Toni Mang (Krauser)                    |
| 29      | 1980 | Masaryk-Ring | Gespanne            | Biland / Waltisperg (LCR-Yamaha)           | Michel / Burkhard (Seymaz-Yamaha)     | Holzer / Meierhans (LCR-Yamaha)   | Michel / Burkhard (Seymaz-Yamaha)      | Biland / Waltisperg (LCR-Yamaha)       |
|         |      |              |                     |                                            |                                       |                                   |                                        |                                        |
| 30      | 1981 | Masaryk-Ring | 50 cm³              | Theo Timmer (Bultaco)                      | Giuseppe Ascareggi (Minarelli)        | Rainer Kunz (Kreidler)            | Stefan Dörflinger (Kreidler)           | Theo Timmer (Bultaco)                  |
| 30      | 1981 | Masaryk-Ring | 250 cm³             | Toni Mang (Kawasaki)                       | Roland Freymond (Ad Majora)           | Jean-Louis Tournadre (Yamaha)     | Toni Mang (Kawasaki)                   | Toni Mang (Kawasaki)                   |
| 30      | 1981 | Masaryk-Ring | 350 cm³             | Toni Mang (Kawasaki)                       | Jean-François Baldé (Kawasaki)        | Gustav Reiner (Bimota-Yamaha)     | Toni Mang (Kawasaki)                   | Toni Mang (Kawasaki)                   |
| 30      | 1981 | Masaryk-Ring | Gespanne            | Biland / Waltisperg (LCR-Yamaha)           | Michel / Burkhard (Seymaz-Yamaha)     | Jones / Ayres (Yamaha)            | Biland / Waltisperg (LCR-Yamaha)       | Biland / Waltisperg (LCR-Yamaha)       |
|         |      |              |                     |                                            |                                       |                                   |                                        |                                        |
| 31      | 1982 | Masaryk-Ring | 125 cm³             | Eugenio Lazzarini (Garelli)                | Iván Palazzese (MBA)                  | Ricardo Tormo (Sanvenero)         | Hans Müller (MBA)                      | Eugenio Lazzarini (Garelli)            |
| 31      | 1982 | Masaryk-Ring | 250 cm³             | Carlos Lavado (Yamaha)                     | Jean-Louis Tournadre (Yamaha)         | Martin Wimmer (Yamaha)            | Didier de Radiguès (Chevallier-Yamaha) | Jean-Louis Tournadre (Yamaha)          |
| 31      | 1982 | Masaryk-Ring | 350 cm³             | Didier de Radiguès (Chevallier-Yamaha)     | Toni Mang (Kawasaki)                  | Jacques Cornu (Yamaha)            | Didier de Radiguès (Chevallier-Yamaha) | Didier de Radiguès (Chevallier-Yamaha) |
| 31      | 1982 | Masaryk-Ring | Gespanne            | Michel / Burkhard (Seymaz-Yamaha)          | Schwärzel / Huber (Seymaz-Yamaha)     | Jones / Ayres (LCR-Yamaha)        | Biland / Waltisperg (LCR-Yamaha)       | Michel / Burkhard (Seymaz-Yamaha)      |

### Von 1983 bis 1986 (Im Rahmen der Motorrad-Europameisterschaft)
(gefärbter Hintergrund = Rennen im Rahmen Formula TT)
| 32 | 1983 | Masaryk-Ring | 80 cm³   | Hubert Abold (Zündapp)             | Massimo Fargeri (Zündapp)        | Chris Baert (Kreidler)              |  |  |
| 32 | 1983 | Masaryk-Ring | 125 cm³  | Ezio Gianola (MBA)                 | Paul Bordes (MBA)                | Willi Hupperich (MBA)               |  |  |
| 32 | 1983 | Masaryk-Ring | 250 cm³  | Carlos Cardús (Kobas)              | Edwin Weibel (Yamaha)            | Harald Eckl (Yamaha)                |  |  |
| 32 | 1983 | Masaryk-Ring | 500 cm³  | Walter Hofmann (Suzuki)            | Peter Sköld (Suzuki)             | Enrico Fugardi (Suzuki)             |  |  |
| 32 | 1983 | Masaryk-Ring | Gespanne | Bailey / Nixon (Yamaha)            | Egloff / Egloff (Yamaha)         | von Berg / Kraak (Yamaha)           |  |  |
|    |      |              |          |                                    |                                  |                                     |  |  |
| 33 | 1984 | Masaryk-Ring | 80 cm³   | Gert Kafka (Sachs)                 | Richard Bay (Rupp)               | Bernd Rossbach (Casal)              |  |  |
| 33 | 1984 | Masaryk-Ring | 250 cm³  | Siegfried Minich (Yamaha)          | Jean-Luc Guillemet (Yamaha)      | Manfred Obinger (Yamaha)            |  |  |
| 33 | 1984 | Masaryk-Ring | TT-F2    | Brian Reid (Yamaha)                | Walter Hofmann (Yamaha)          | Phil Mellor (Yamaha)                |  |  |
| 33 | 1984 | Masaryk-Ring | 500 cm³  | Massimo Messere (Suzuki)           | Eero Hyvärinen (Suzuki)          | Simon Buckmaster (Suzuki)           |  |  |
| 33 | 1984 | Masaryk-Ring | Gespanne | Progin / Hunziker (Seymaz-Yamaha)  | Christinat / Fährni (LCR-Yamaha) | Haslam / Gainey (Seymaz-Yamaha)     |  |  |
|    |      |              |          |                                    |                                  |                                     |  |  |
| 34 | 1985 | Masaryk-Ring | 80 cm³   | Rainer Kunz (Ziegler)              | Günter Schirnhofer (Krauser)     | Michael Gschwander (Casal)          |  |  |
| 34 | 1985 | Masaryk-Ring | 125 cm³  | Paul Bordes (MBA)                  | Thierry Feuz (MBA)               | Pierfrancesco Chili (MBA)           |  |  |
| 34 | 1985 | Masaryk-Ring | 250 cm³  | Massimo Matteoni (Honda)           | Josef Hutter (Bartol)            | Siegfried Minich (Yamaha)           |  |  |
| 34 | 1985 | Masaryk-Ring | 500 cm³  | Mile Pajic (Honda)                 | Gerold Fischer (Suzuki)          | Marco Gentile (Yamaha)              |  |  |
| 34 | 1985 | Masaryk-Ring | Gespanne | Wrathall / Chapman (Seymaz-Yamaha) | Brindley / Jones (Yamaha)        | Bingham / Bingham (Yamaha)          |  |  |
|    |      |              |          |                                    |                                  |                                     |  |  |
| 35 | 1986 | Masaryk-Ring | 80 cm³   | Bruno Casanova (Unimoto)           | Wilco Zeelenberg (Casal)         | Chris Baert (Seel)                  |  |  |
| 35 | 1986 | Masaryk-Ring | 125 cm³  | Thierry Feuz (MBA)                 | Paul Bordes (MBA)                | Claudio Macciotta (MBA)             |  |  |
| 35 | 1986 | Masaryk-Ring | 250 cm³  | Hans Lindner (Rotax)               | Andreas Preining (Rotax)         | Josef Hutter (Bartol)               |  |  |
| 35 | 1986 | Masaryk-Ring | 500 cm³  | Manfred Fischer (Honda)            | Simon Buckmaster (Honda)         | Eero Hyvärinen (Honda)              |  |  |
| 35 | 1986 | Masaryk-Ring | Gespanne | Kumagaya / Makiuchi (LCR-Yamaha)   | Scherer / Gess (BSR-Yamaha)      | Nigrowsky / Meunier (Seymaz-Yamaha) |  |  |

### Von 1987 bis 1991 (im Rahmen der Motorrad-Weltmeisterschaft)
| Auflage | Jahr | Strecke | Klasse   | Sieger                            | Zweiter                            | Dritter                           | Pole-Position                     | Schn. Rennrunde                   |
| ------- | ---- | ------- | -------- | --------------------------------- | ---------------------------------- | --------------------------------- | --------------------------------- | --------------------------------- |
| 36      | 1987 | Brünn   | 80 cm³   | Stefan Dörflinger (Krauser)       | Jorge Martínez (Derbi)             | Gerhard Waibel (Krauser)          | Ian McConnachie (Krauser)         | Stefan Dörflinger (Krauser)       |
| 36      | 1987 | Brünn   | 125 cm³  | Fausto Gresini (Garelli)          | Bruno Casanova (Garelli)           | Andres Sánchez (Ducados)          | Fausto Gresini (Garelli)          | Bruno Casanova (Garelli)          |
| 36      | 1987 | Brünn   | 250 cm³  | Toni Mang (Honda)                 | Dominique Sarron (Honda)           | Carlos Cardús (Honda)             | Dominique Sarron (Honda)          | Carlos Cardús (Honda)             |
| 36      | 1987 | Brünn   | 500 cm³  | Wayne Gardner (Honda)             | Eddie Lawson (Yamaha)              | Tadahiko Taira (Yamaha)           | Wayne Gardner (Honda)             | Wayne Gardner (Honda)             |
| 36      | 1987 | Brünn   | Gespanne | Biland / Waltisperg (LCR-Krauser) | Streuer / Schnieders (LCR-Yamaha)  | Webster / Hewitt (LCR-Krauser)    | Biland / Waltisperg (LCR-Krauser) | Webster / Hewitt (LCR-Krauser)    |
|         |      |         |          |                                   |                                    |                                   |                                   |                                   |
| 37      | 1988 | Brünn   | 80 cm³   | Jorge Martínez (Derbi)            | Stefan Dörflinger (Krauser)        | Àlex Crivillé (Derbi)             | Jorge Martínez (Derbi)            | Jorge Martínez (Derbi)            |
| 37      | 1988 | Brünn   | 125 cm³  | Jorge Martínez (Derbi)            | Julián Miralles (Honda)            | Hans Spaan (Honda)                | Hans Spaan (Honda)                | Jorge Martínez (Derbi)            |
| 37      | 1988 | Brünn   | 250 cm³  | Joan Garriga (Yamaha)             | Sito Pons (Honda)                  | Luca Cadalora (Yamaha)            | Dominique Sarron (Honda)          | Joan Garriga (Yamaha)             |
| 37      | 1988 | Brünn   | 500 cm³  | Wayne Gardner (Honda)             | Eddie Lawson (Yamaha)              | Wayne Rainey (Yamaha)             | Wayne Gardner (Honda)             | Wayne Gardner (Honda)             |
| 37      | 1988 | Brünn   | Gespanne | Webster / Simmons (LCR-Krauser)   | Streuer / Schnieders (LCR-Yamaha)  | M. Egloff / U. Egloff (LCR-ADM)   | Biland / Waltisperg (LCR-Krauser) | Streuer / Schnieders (LCR-Yamaha) |
|         |      |         |          |                                   |                                    |                                   |                                   |                                   |
| 38      | 1989 | Brünn   | 80 cm³   | Herri Torrontegui (Krauser)       | Manuel Herreros (Derbi)            | Jorge Martínez (Derbi)            | Stefan Dörflinger (Krauser)       | Herri Torrontegui (Krauser)       |
| 38      | 1989 | Brünn   | 125 cm³  | Àlex Crivillé (JJ Cobas-Rotax)    | Hans Spaan (Honda)                 | Stefan Prein (Honda)              | Àlex Crivillé (JJ Cobas-Rotax)    | Kohji Takada (Honda)              |
| 38      | 1989 | Brünn   | 250 cm³  | Reinhold Roth (Honda)             | Masahiro Shimizu (Honda)           | Jacques Cornu (Honda)             | Reinhold Roth (Honda)             | Joan Garriga (Yamaha)             |
| 38      | 1989 | Brünn   | 500 cm³  | Kevin Schwantz (Suzuki)           | Eddie Lawson (Honda)               | Wayne Rainey (Yamaha)             | Kevin Schwantz (Suzuki)           | Kevin Schwantz (Suzuki)           |
| 38      | 1989 | Brünn   | Gespanne | Streuer / de Haas (LCR-Yamaha)    | M. Egloff / U. Egloff (SMS-Yamaha) | Wester / Hewitt (LCR-Krauser)     | Biland / Waltisperg (LCR-Krauser) | Streuer / de Haas (LCR-Yamaha)    |
|         |      |         |          |                                   |                                    |                                   |                                   |                                   |
| 39      | 1990 | Brünn   | 125 cm³  | Hans Spaan (Honda)                | Stefan Prein (Honda)               | Alessandro Gramigni (Aprilia)     | Doriano Romboni (Honda)           | Dirk Raudies (Honda)              |
| 39      | 1990 | Brünn   | 250 cm³  | Carlos Cardús (Honda)             | John Kocinski (Yamaha)             | Helmut Bradl (Honda)              | Helmut Bradl (Honda)              | Carlos Cardús (Honda)             |
| 39      | 1990 | Brünn   | 500 cm³  | Wayne Rainey (Yamaha)             | Wayne Gardner (Honda)              | Eddie Lawson (Yamaha)             | Kevin Schwantz (Suzuki)           | Wayne Rainey (Yamaha)             |
| 39      | 1990 | Brünn   | Gespanne | Michel / Birchall (LCR-Krauser)   | Webster / Simmons (LCR-Krauser)    | Zurbrügg / Zurbrügg (LCR-Krauser) | Streuer / de Haas (LCR-Yamaha)    | Egloff / Egloff (SMS-Yamaha)      |
|         |      |         |          |                                   |                                    |                                   |                                   |                                   |
| 40      | 1991 | Brünn   | 125 cm³  | Alessandro Gramigni (Aprilia)     | Loris Capirossi (Honda)            | Gabriele Debbia (Aprilia)         | Loris Capirossi (Honda)           | Kazuto Sakata (Honda)             |
| 40      | 1991 | Brünn   | 250 cm³  | Helmut Bradl (Honda)              | Carlos Cardús (Honda)              | Luca Cadalora (Honda)             | Helmut Bradl (Honda)              | Helmut Bradl (Honda)              |
| 40      | 1991 | Brünn   | 500 cm³  | Wayne Rainey (Yamaha)             | Mick Doohan (Honda)                | John Kocinski (Yamaha)            | Wayne Rainey (Yamaha)             | Wayne Rainey (Yamaha)             |
| 40      | 1991 | Brünn   | Gespanne | Biland / Waltisperg (LCR-Honda)   | Streuer / Brown (LCR-Krauser)      | Webster / Simmons (LCR-Krauser)   | Streuer / Brown (LCR-Krauser)     | Streuer / Brown (LCR-Krauser)     |

### Liste der tödlich verunglückten Rennfahrer
| Fahrer             | Sterbedatum       | Klasse   |
| ------------------ | ----------------- | -------- |
| Hans Baltisberger  | 26. August 1956   | 250 cm³  |
| Michel Mouty       | 26. August 1956   | 500 cm³  |
| Valle Lundberg     | 23. August 1957   | 350 cm³  |
| Jacques Drion      | 24. August 1958   | Gespanne |
| Inge Stoll-Laforge | 24. August 1958   | Gespanne |
| František Boček    | 21. Juli 1969     | 350 cm³  |
| Hans-Jürgen Cusnik | 16. Juli 1972     | Gespanne |
| Alain Béraud       | 4. September 1981 | 250 cm³  |

## Verweise